# Callicore ines
Callicore ines é uma borboleta neotropical da família Nymphalidae endêmica a certas áreas da Colômbia. Foi catalogada como Catagramma ines em 1922. Apresenta, vista por baixo, asas posteriores com coloração predominantemente amarela e marcações similares a um 08 (quando o inseto está voltado para a esquerda) ou 80 (quando o inseto está voltado para a direita). Possui contornos em azul claro na borda das asas anteriores e paralelos à borda das asas posteriores. Em vista superior, a espécie apresenta um padrão predominantemente negro azulado, com as asas anteriores e posteriores contendo marcações de um azul mais claro.